# Торто арадо
„Торто арадо“ (на португалски: Torto Arado), в превод от португалски „изкривен плуг“, е роман от бразилския писател Итамар Виейра Жуниор.
Романът разказва историята на двете сестри Бибиана и Белонизия, дъщери на работници в едно имение в сърцето на Баия, Североизточна Бразилия. За техните родители забраната на робството не е нищо повече от дата в календара и те живеят в условия на съвременно робство в Шапада Диамантина.
Животът на сестрите се променя завинаги, след като решават да отворят тайнствен куфар под леглото на баба си – малка дързост с огромни последствия. Двете момичета се сблъскват с подчинението и безправието, които битуват и до днес в Бразилия. 
В историята са вплетен семейни тайни, религиозни обреди и вярвания, картини от пищната бразилска природа и изнурителния земеделски труд.
Първоначално романът е публикуван в Португалия, от издателство „Leya“, след спечелването на едноименната награда. В Бразилия, той е публикуван от издателство „Todavia“. Романът печели и наградите „Жабути“ 2020 и „Oceanos“ 2020. В България е издаден от Lemur Books Архив на оригинала от 2021-07-29 в Wayback Machine..